# Reinhold (cràter)
Reinhold és un prominent cràter d'impacte de la Lluna que es troba al sud-sud-oest del cràter Copernicus, a la Mare Insularum. Al sud-est hi ha el cràter lleugerament més petit Lansberg.

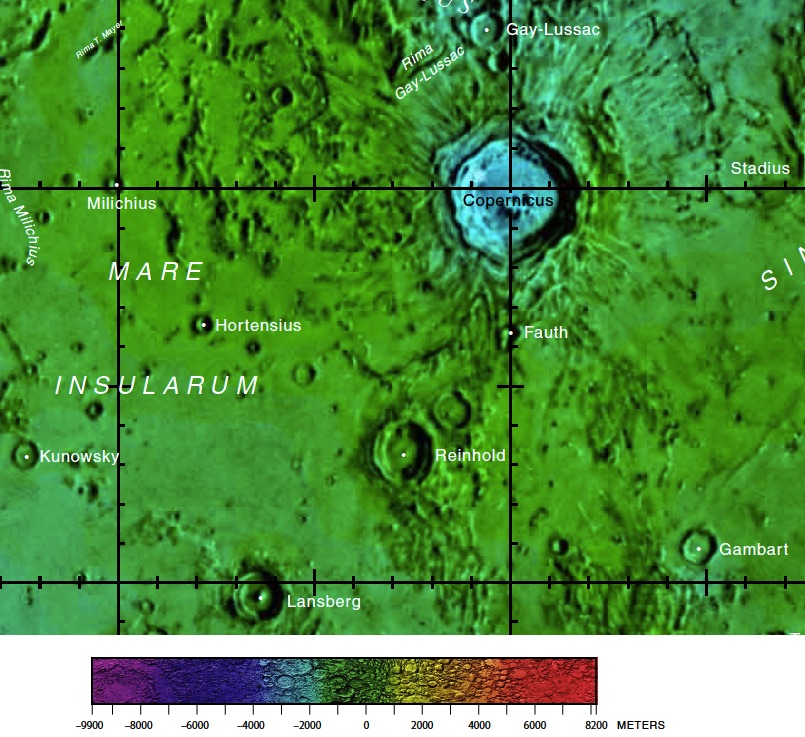
Localització de Reinhold (centre inferior de la imatge)
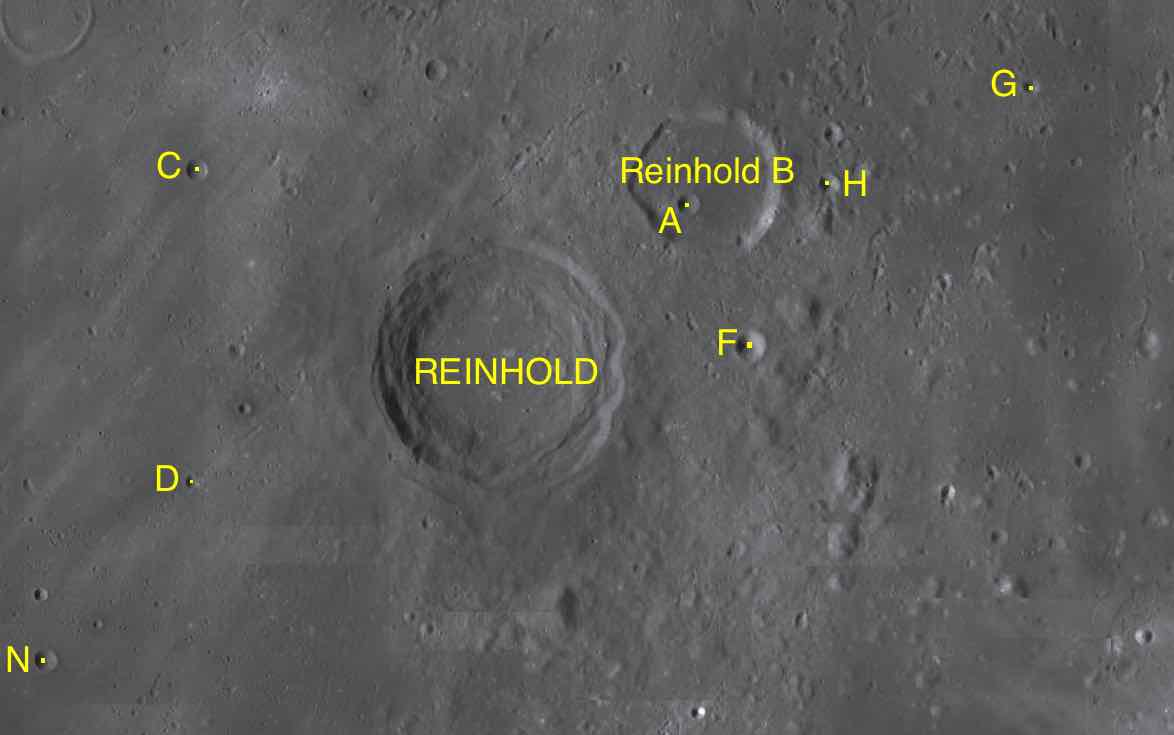
Cràters satèl·lit

Les parets interiors tenen terrasses, mentre que les parets exteriors irregulars són visibles contra la superfície plana de la mar lunar. El sòl interior manca de marques distintives, amb tan sols unes petites elevacions. Just al nord-est apareix un cràter baix i inundat de lava, anomenat Reinhold B.

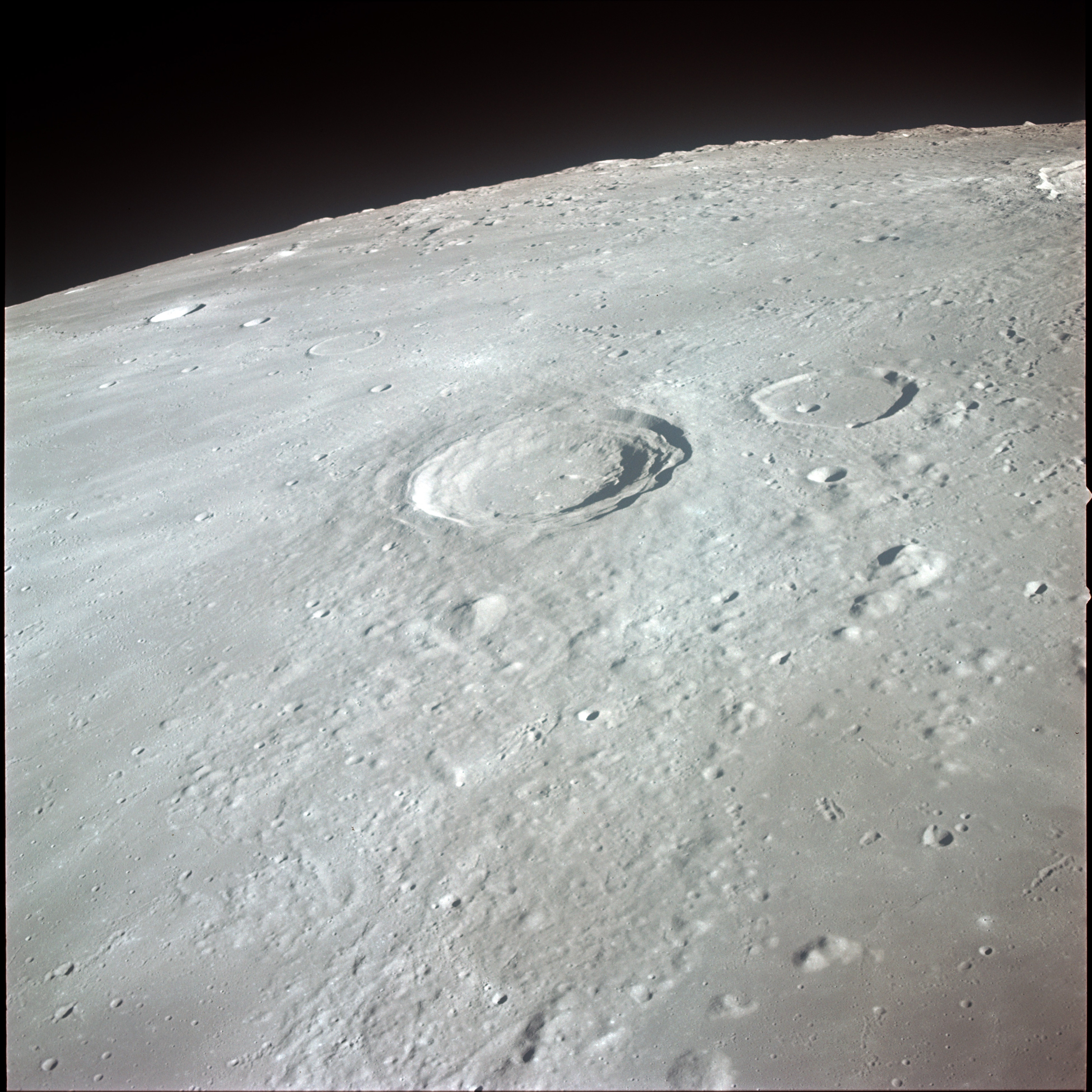
Fotografia de la missió Apollo 12
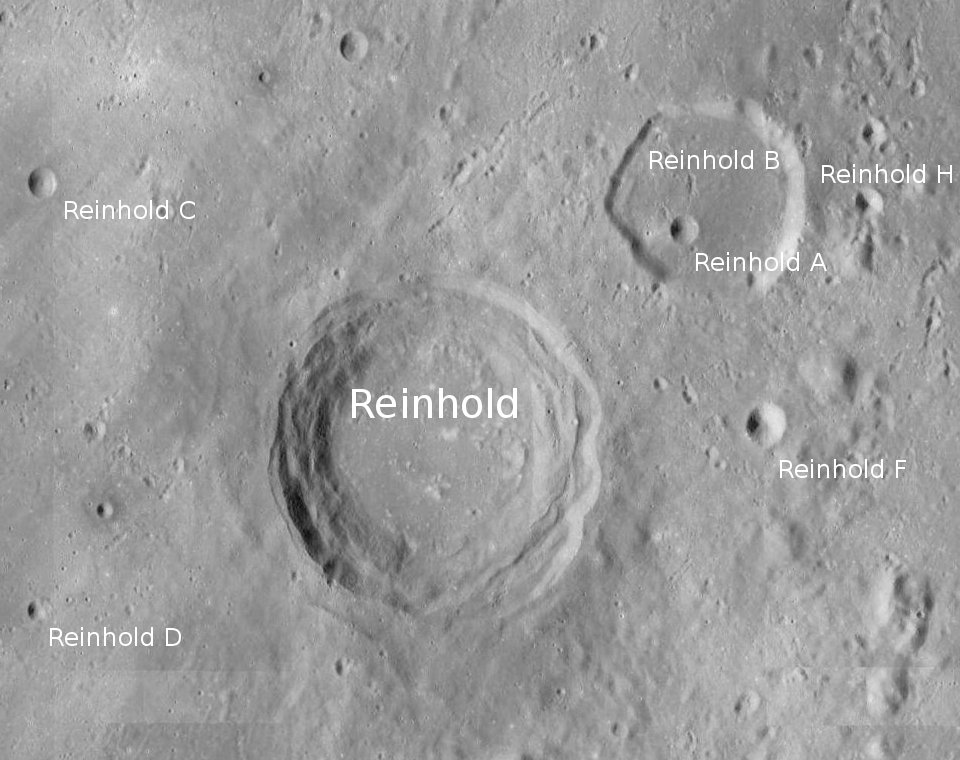
Fotografia de la missió LRO
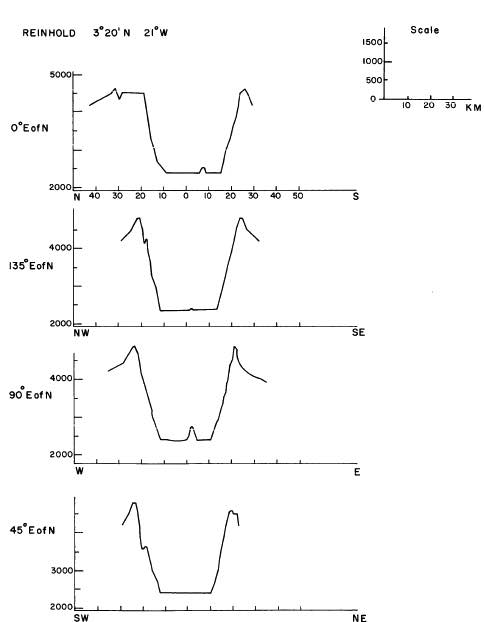
Perfils transversals

## Cràters satèl·lit
Per convenció aquests elements són identificats en els mapes lunars posant la lletra en el costat del punt central del cràter que està més proper a Reinhold.
| ReinholdX | Coordenades                        | Diàmetre |
| --------- | ---------------------------------- | -------- |
| A         | 4° 06′ N, 21° 42′ O / 4.1°N,21.7°O | 4 km     |
| B         | 4° 18′ N, 21° 42′ O / 4.3°N,21.7°O | 26 km    |
| C         | 4° 24′ N, 24° 30′ O / 4.4°N,24.5°O | 4 km     |
| D         | 2° 36′ N, 24° 30′ O / 2.6°N,24.5°O | 2 km     |
| F         | 3° 24′ N, 21° 24′ O / 3.4°N,21.4°O | 5 km     |
| G         | 4° 48′ N, 19° 48′ O / 4.8°N,19.8°O | 3 km     |
| H         | 4° 12′ N, 20° 54′ O / 4.2°N,20.9°O | 4 km     |
| N         | 1° 36′ N, 25° 24′ O / 1.6°N,25.4°O | 4 km     |